# Wasilij Sokołow (generał)
Wasilij Pawłowicz Sokołow (ros. Василий Павлович Соколов, ur. 4 lipca?/17 lipca 1902 we wsi Kamieniec w obwodzie smoleńskim, zm. 7 stycznia 1958 w Woroneżu) – radziecki generał major, Bohater Związku Radzieckiego (1945).

## Życiorys
Urodził się w rodzinie chłopskiej. Dzieciństwo spędził we wsi Niwki, w 1924 ukończył wieczorowe technikum rolnicze w mieście Biełyj i został powołany do Armii Czerwonej. Po demobilizacji pracował w milicji w Czeriepanowie i Tomsku, studiował w Tomskim Uniwersytecie Państwowym, został ponownie powołany do armii i w 1930 ukończył Akademię Wojskową im. Frunzego, od 1939 należał do WKP(b). Walczył w wojnie z Finlandią 1939–1940 i w wojnie z Niemcami od czerwca 1941 do maja 1945, dowodził pułkiem w 13 Gwardyjskiej Dywizji Piechoty Rodimcewa na Froncie Woroneskim, w marcu 1942 objął dowództwo 45 Dywizji Piechoty, z którą uczestniczył w bitwie pod Stalingradem, w styczniu 1944 wyznaczono go dowódcą 60 Gwardyjskiej Dywizji Piechoty. 14 stycznia 1945 wraz z dywizją przełamał niemiecką obronę na brzegu Wisły, później sforsował Odrę, wiosną 1945 wziął udział w operacji berlińskiej. Po wojnie kontynuował służbę wojskową, w 1950 ukończył Wyższe Kursy Akademickie przy Wojskowej Akademii Sztabu Generalnego, w 1956 został zwolniony w stopniu generała majora.

## Odznaczenia
- Złota Gwiazda Bohatera Związku Radzieckiego (31 maja 1945)
- Order Lenina (trzykrotnie)
- Order Czerwonego Sztandaru (trzykrotnie)
- Order Suworowa II klasy
- Order Kutuzowa II klasy
- Order Bohdana Chmielnickiego II klasy
- Order Czerwonej Gwiazdy (dwukrotnie)
- Order Krzyża Grunwaldu III klasy (Polska Ludowa)
- Order Zasługi dla Ojczyzny (Niemiecka Republika Demokratyczna)

I medale.